# Municipio de Spring River (condado de Randolph)
El municipio de Spring River (en inglés: Spring River Township) es un municipio ubicado en el condado de Randolph en el estado estadounidense de Arkansas. En el año 2010 tenía una población de 344 habitantes y una densidad poblacional de 6,59 personas por km².

## Geografía
El municipio de Spring River se encuentra ubicado en las coordenadas 36°14′16″N 91°10′18″O / 36.23778, -91.17167. Según la Oficina del Censo de los Estados Unidos, el municipio tiene una superficie total de 52.23 km², de la cual 52,23 km² corresponden a tierra firme y (0 %) 0 km² es agua.

## Demografía
Según el censo de 2010, había 344 personas residiendo en el municipio de Spring River. La densidad de población era de 6,59 hab./km². De los 344 habitantes, el municipio de Spring River estaba compuesto por el 97,09 % blancos, el 0,29 % eran afroamericanos, el 0,58 % eran amerindios y el 2,03 % eran de una mezcla de razas. Del total de la población el 0,58 % eran hispanos o latinos de cualquier raza.